# سينوبي (قمر)
القمر سينوبي (بالإنجليزية: Sinope)‏ (باليونانية: Σινώπη)‏ المعروف أيضاً باسم المشتري التاسع (بالإنجليزية: Jupiter IX)‏ هو قمر طبيعي غير نظامي يتحرك بحركة تراجعية تابع لكوكب المشتري.
و ينتمي هذا القمر إلى مجموعة باسيفي المكونة جميعها من أقمار غير نظامية وتتحرك بحركة تراجعية دائرة حول المشتري على مسافة تتراوح بين 22.8 و24.1 جيجامتر وزاوية ميلان تتراوح تقريباً بين 144.5° و158.3°.

## اكتشافه
تم اكتشاف هذا القمر من قبل العالم الفلكي سيث بارنز نيكولسن في مرصد ليك عام 1914 م.

## التسمية
لم تتم تسمية هذا القمر رسمياً حتى العام 1975 م.

و كان يسمى بالاسم هاديس في الفترة ما بين عامي 1955 م و1975 م.
بعد هذا التاريخ تمت تسميته بالاسم سينوبي نسبة إلى الشخصية الخيالية سينوبي المذكورة في الأساطير الإغريقية.

## خصائصه
يدور هذا القمر حول كوكب المشتري على مسافة متوسطة 23.540 ميغامتر في 724.1 يوماً، بزاوية ميل يتراوح قدرها من 128.11° في اتجاه (°153.12 من خط الاستواء في المشتري) حسب مسير الشمس مع شذوذ مداري يبلغ قدره 0.25.
و يبلغ قطر هذا القمر حوالي 19 كيلومتر.